# The Look of Love (película)
The Look of Love es una película biográfica británica de 2013 de Paul Raymond, dirigida por Michael Winterbottom. Está protagonizada por Steve Coogan como Raymond. La película se estrenó en el Reino Unido el 26 de abril de 2013.

## Reparto
- Steve Coogan como Paul Raymond
- Imogen Poots como Debbie Raymond
- Anna Friel como Jean Raymond
- Tamsin Egerton como Amber St. George, aka Fiona Richmond
- David Walliams como Vicar Edwyn Young
- Chris Addison como Tony Power
- Shirley Henderson como Rusty Humphries
- James Lance como Carl Snitcher
- Paul Popplewell como Periodista
- Sarah Solemani como Anna
- Vera Filatova como Monika
- Matthew Beard como Howard Raymond
- Simon Bird como Jonathan Hodge
- Kieran O'Brien como Jimmy Humphries
- Matt Lucas como Divine
- Stephen Fry como Barrister
- Miles Jupp como Entrevistador
- Peter Wight como Inspector de Policía
- Liam Boyle como Derry

## Producción
The Look of Love originalmente se llamaba The King of Soho, hasta que ese título tuvo que ser abandonado debido a una disputa legal.